# Бурдухан Аланская
Бурдухан (груз. ბურდუხანი, осет. Бырдухан ум. до 1184), также известная, как Бордохан (груз. ბორდოხანი), — аланская принцесса и царица-консорт Грузии в качестве жены царя Георгия III, правившего Грузией в 1156—1184 годах. Она была матерью царицы Тамары, с именем которой связан один из знаменательных периодов в истории Грузии — «золотой век грузинской истории».

## Биография
Бурдухан была дочерью аланского царя Худдана. Она вышла замуж за Георгия, тогда ещё наследного царевича Грузии, при жизни его отца, царя Деметре I, в 1150-х годах. Она родила Тамару, впоследствии ставшую царицей-регентом Грузии. Возможно, что у этой пары была ещё одна дочь Русудан, но она упоминается лишь однажды во всём множестве рассказов о царствовании Тамары, современных этому периоду истории. Средневековые историки превозносили благочестие и верность Бурдухан. Один из них, анонимный автор «Истории и восхвалениям венценосцев», сравнивал её с христианскими святыми Екатериной Александрийской и Ириной-Пенелопой.
Бурдухан Аланская умерла раньше своего мужа, то есть до 1184 года. Помимо средневековых хроник, её имя сохранилось на иконе Богородицы Хоби, ныне выставленной в музее дворца Дадиани в Зугдиди, и в настенной надписи из Руисского собора, где она упоминается как благодетельница этого храма.